# Goh Tutue
Goh Tutue är en kulle i Indonesien.   Den ligger i provinsen Aceh, i den västra delen av landet, 1 900 km nordväst om huvudstaden Jakarta. Toppen på Goh Tutue är 133 meter över havet.
Terrängen runt Goh Tutue är huvudsakligen kuperad, men den allra närmaste omgivningen är platt. Havet är nära Goh Tutue åt sydväst.